# Naotaka Takeda
Naotaka Takeda (武田 直隆 Takeda Naotaka?), född 13 juli 1978 i Shizuoka prefektur, är en japansk före detta fotbollsspelare.
Takeda började sin karriär 2001 i Albirex Niigata. Han avslutade karriären 2001.